# Ionocromismo
Ionocromismo o ionoforismo, è il nome applicato al fenomeno di un cambiamento di colore associato all'interazione dell'oggetto con una specie chimica di natura ionica. in chimica sono ionocromiche, o ionofore, tutte le sostanze che, in qualsiasi stato fisico della materia, interagendo con altre sostanze in forma ionica generano un cambiamento di colore. Il cambiamento può avvenire anche da una forma incolore della sostanza che diventa colorata, o che da colorata passa incolore, ed è reversibile. Si distinguono dai fluoroionofori che subiscono un cambiamento di colore apprezzabile solo attraverso una emissione fluorescente.
I composti ionocromici si suddividono in funzione degli ioni che causano il cambiamento di colore:
- Alocromico : un composto che cambia colore al variare della concentrazione degli ioni H+ (indicatori di pH); il termine più generico di acidocromico è per molecole che cambiano colore al variare dell'acidità.
- Metallocromico : un composto che cambia colore al variare della concentrazione degli ioni metallici (ad esempio gli indicatori utilizzati in chimica analitica complessometrica).

## Alocromismo
Le sostanze che esibiscono effetti cromatici dovuti al cambio di pH sono la classe di composti ionocromici più importanti. Esistono diverse famiglie di sostanze ionofore sensibili al pH, come ad esempio molti azo coloranti, molti coloranti stirilici, le merocianine e gli indofenoli. Fra gli indicatori di pH commercialmente rilevanti però ci si limita alle ftalidi, ai triarilmetano derivati, ai fluorani. 

## Metallocromismo
La classe delle molecole in grado di chelare uno ione metallico generando esse stesse un cambiamento di colore, rappresentano il secondo gruppo per importanza fra le molecole ionocromiche. 

## Composti ionocromici

### Ftalidi

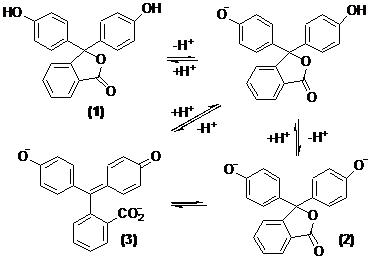
ionizzazione della Fenolftaleina

Alcuni dei più utilizzati composti acidocromici sono derivati dell'anidride ftalica. Si possono distinguere due generi di composti: le ftaleine e le sulfoftaleine, sintetizzate dalla reazione fra il fenolo e l'anidride ftalica (o l'anidride sulfobenzoica rispettivamente) in presenza di un catalizzatore acido di Lewis. Il comportamento chimico che causa il cambiamento di struttura molecolare e conseguentemente di colore, sia per le ftaleine che per le sulfoftaleine è ben rappresentato dalla fenolftaleina.
Le ftalidi tecnologicamente più interessanti sono basate sulla struttura del Crystal Violet lattone (CVL) e dei suoi derivati eterociclici, utilizzati storicamente per lo sviluppo del colore nelle carte autocopianti e successivamente in processi di stampa digitale.

equilibrio di ionizzazione del CVL